# Bill Paxton
William "Bill" Paxton (født 17. maj 1955 i Fort Worth, død 25. februar 2017 i Los Angeles) var en amerikansk skuespiller og filminstruktør. Han var kendt for sin medvirken i blandt andet Terminator (1984).

## Udvalgt filmografi

### Film
- Terminator (1984) – punk
- Weird Science (1985) – Chet
- Aliens (1986) – Private Hudson
- Predator 2 (1990) – Detective Jerry Lamber
- One False Move (1992) – Dale "Hurricane" Dixon
- Livsfarlig løgn (1994) – Simon
- Apollo 13 (1995) – Fred Haise
- Twister (1996) – Bill "The Extreme" Harding
- Titanic (1997) – Brock Lovett
- En simpel plan (1998) – Hank Mitchell

### Tv-serier
- Big Love (2006–11; 53 afsnit) – Bill Henrickson